# سولز
سولز (بالألمانية: Sulz) هي بلدية في منطقة فيلدكيرخ في ولاية فورارلبرغ النمساوية.